# 木橋

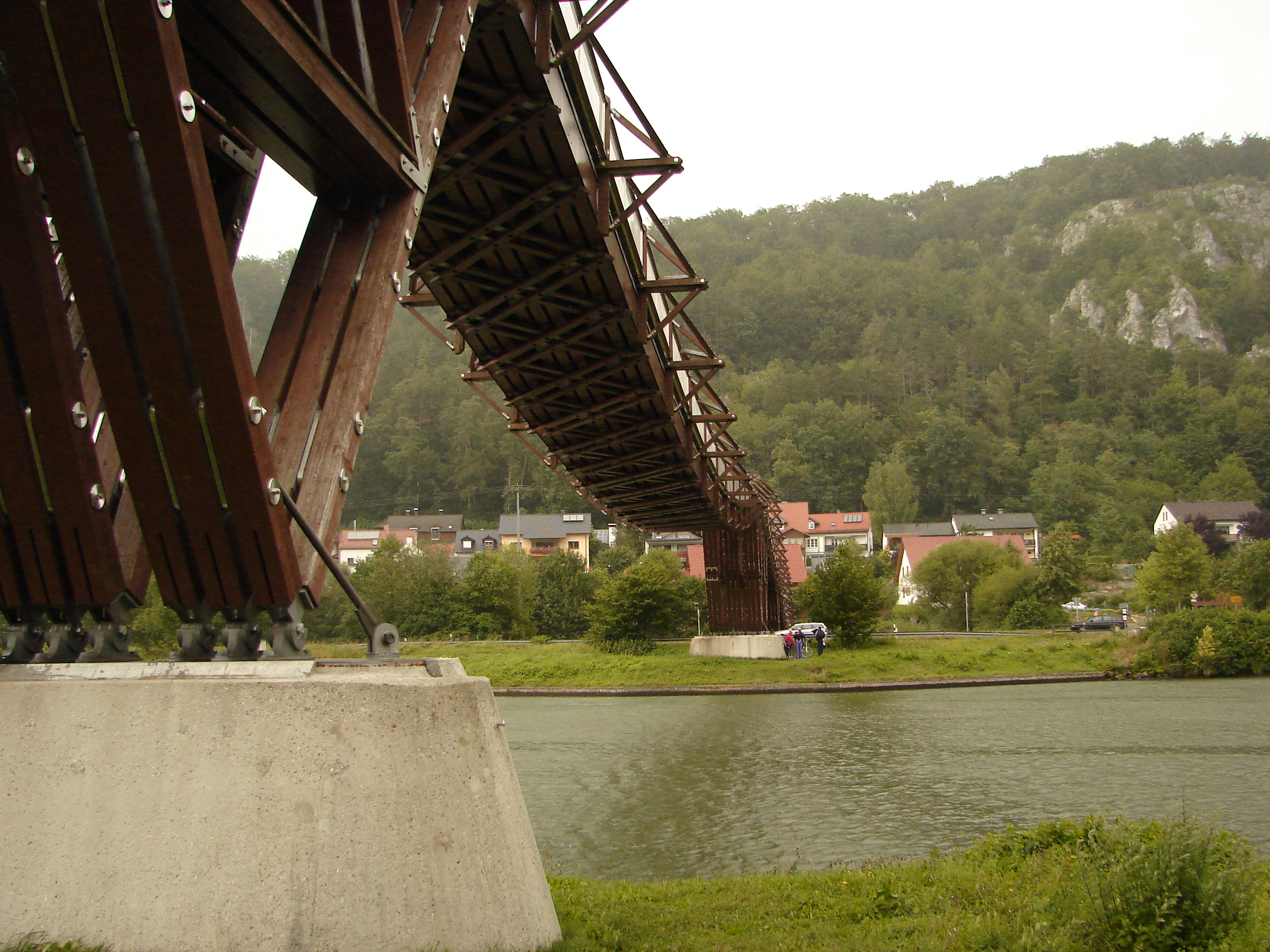
ドイツにある木橋

木橋（もくきょう）とは主要部材に木材を用いた橋である。

## 概要
橋の材料として古くから用いられており、現在でも人道橋など荷重強度が小さな橋を中心に架設例がある。構造自体が木橋でも、歩行面が土の場合、土橋と呼ばれることがある。
鉄筋コンクリートや鋼材、繊維強化プラスチックなどとの複合橋も架設されている。

## 橋梁形式
刎橋、桁橋、トレッスル橋、トラス橋、アーチ橋を中心に各種の形式がある。

## 城郭における役割

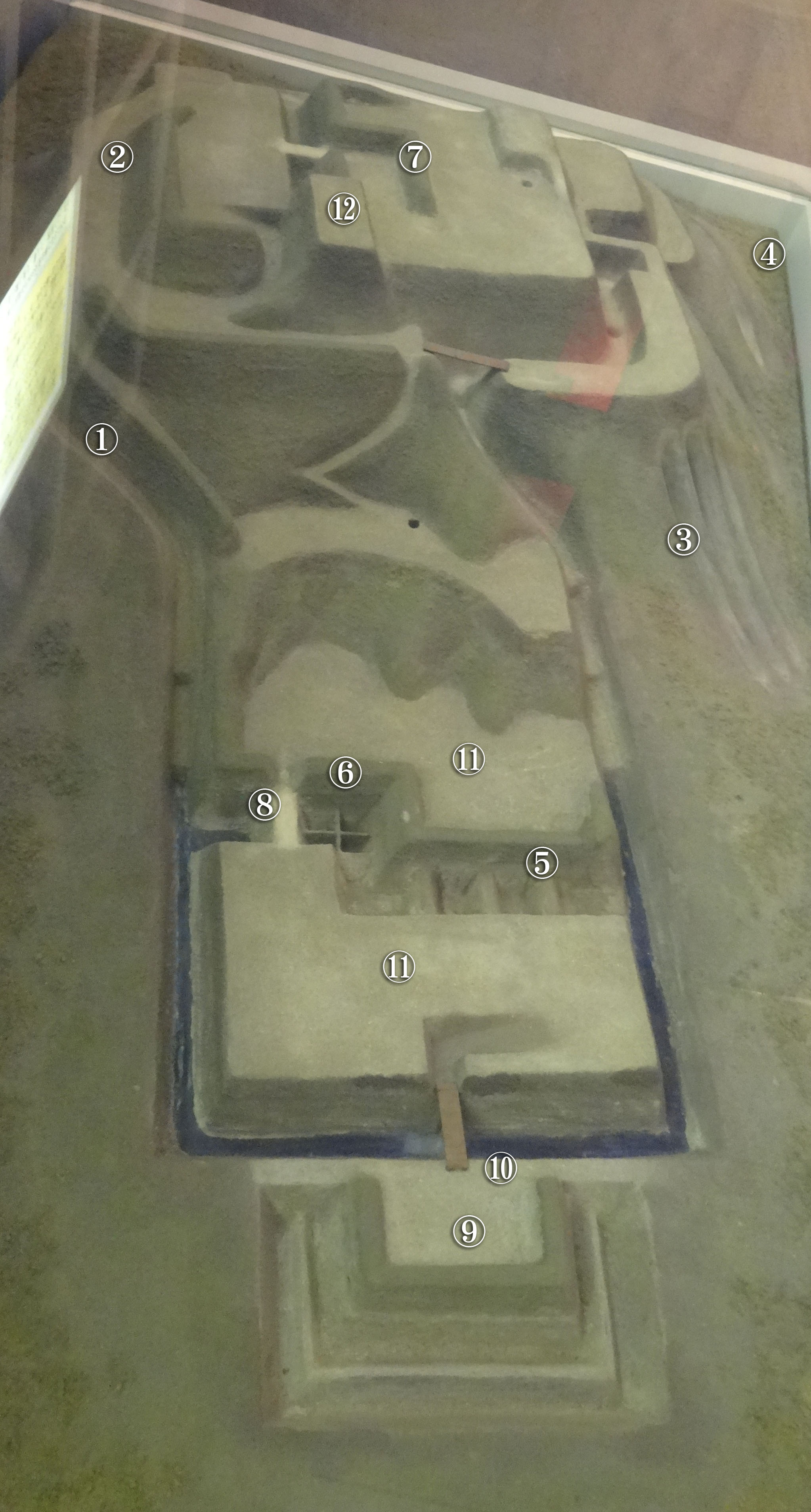
中世城郭の各部名称 ①横堀 ②土塁 ③連続竪堀 ④堀切 ⑤畝堀 ⑥障子堀 ⑦枡形虎口 ⑧土橋・平虎口 ⑨馬出 ⑩木橋 ⑪曲輪 ⑫櫓台

城に用いられる橋を大別すると、土橋、石橋、木橋に大別される。木橋は撤去が容易であり、主要路で使用される土橋とは別に重要度の低い通路に使用され、戦時には敵の移動を制限するために撤去された。使用された木材は、板は丸鋸などの製材技術が無い中世では高級品であり拠城や戦略度の高い場所で、専門家を雇って建築されたと考えられる。居住性のない山城でも見られるが、構造は簡素で使用される木材も丸太のような加工が施されていない材木が多用された。

## 維持管理
木材は環境条件によって腐朽し、強度低下をもたらす。高強度で耐朽性がありヨーロッパで多数実績のあるボンゴシを用いた木橋も、日本の高温多湿の環境下では厳しい。そのため、適切な維持管理が欠かせない。
木材の耐久性を確保するためにまずは防腐剤を用いた防腐処理が行われる。しかし、防腐処理が行われていても滞留水があれば耐久性を損なうおそれがあるため、構造部材に水がかからないよう止水・排水処理も行う必要がある。

## 歴史
ヨーロッパや北米では19世紀から20世紀にかけて屋根付きの木橋（カバードブリッジ）が多く架設されている。橋に屋根を設けることで橋を風雨にさらさず、腐朽から守ることができる。
1948年にアメリカ・オレゴン州にあるローンレイク橋は集成材を用いた橋の中では最も古いと言われる。その後も、ヨーロッパや北米で道路橋を中心に多くの木橋が建設された。

### 日本
古来から日本では錦帯橋（1673年に架橋）など木橋が伝統的に建設されている。愛媛県内子町や大洲市では明治から昭和20年代にかけて作られた屋根付きの木橋が数多く残る。これらの木橋は渡るだけではなく、農作業中の休憩場所や農作物の倉庫として利用されたと言われる。
1950年代までは木材輸送を目的とした鉄道や林道を中心に多くの木橋が設けられていた。1960年代に入ると、鉄道用の木橋は姿を消し、林道用の木橋も耐久性の問題からコンクリート橋や鋼橋に姿を変えた。一般の道路では、1954年（昭和29年）時点の建設省の資料で国道、府県道に57,368本の木橋が存在していたが、うち重量制限が加えられている橋は20,037本であった。高度成長期に向けて交通量が増加するとコンクリートや鋼材を材料とする橋に置き換えられ、ほとんどが姿を消した。
1987年（昭和62年）の建築基準法改正以降は、従来の無垢材に加えて集成材の利用が可能となり、これを応用して木橋を建設できるようになった（近代木橋）。この年に秋田県北秋田市には国内ではじめてスギ集成材を用いた坊川林道2号橋が建設され、長野県軽井沢町にはカラマツ集成材を用いた矢ヶ崎大橋が建設された。木材利用の拡大や林業振興を目的に、2003年（平成15年）頃までに国内の民有林道に大規模な木橋が多数建設された。

## ギャラリー
- 高麗川に架かるあいあい橋（日本最大級の木造トラス橋）
- 越辺川に架かる八幡橋（桁下部に鋼材使用、木組みの流木避け。）
- 五所川原市の大沼溜池に架かる東日流館橋（日本一の屋根付き木橋）
- 梼原町の梼原川に架かる神幸橋（三嶋神社へわたる屋根付き木橋）
- 木曽川に架かる桃介橋（日本国重要文化財に指定）